# Carrickfergus (Borough)
Carrickfergus (irisch Carraig Fhearghais) war einer der 26 nordirischen Districts, die von 1973 bis 2015 bestanden. Der District, dessen Gebiet in der traditionellen Grafschaft Antrim lag, besaß den Status eines Borough. Bedeutende Orte im Borough waren die Stadt Carrickfergus, die auch Verwaltungssitz war, sowie Greenisland und Whitehead. Der District Carrickfergus hatte den höchsten protestantischen Bevölkerungsanteil aller nordirischen Districts. Zum 1. April 2015 ging er im neuen District Mid and East Antrim auf.

## Carrickfergus Council
Die Wahl zum Carrickfergus Council am 11. Mai 2011 hatte folgendes Ergebnis:
| Partei | Partei                          | Ergebnis 2011 | Ergebnis 2011 | Veränderung zu 2005 | Veränderung zu 2005 |
| Partei | Partei                          | Sitze         | Stimmen       | Sitze               | Stimmen             |
| ------ | ------------------------------- | ------------- | ------------- | ------------------- | ------------------- |
|        | Democratic Unionist Party (DUP) | 8             | 43,2 %        | 0                   | −1,8 %              |
|        | Ulster Unionist Party (UUP)     | 4             | 15,9 %        | 0                   | −3,1 %              |
|        | Alliance Party                  | 3             | 25,1 %        | 0                   | 5,7 %               |
|        | Green Party                     | 0             | 2,4 %         | 0                   | 2,4 %               |
|        | Unabhängige                     | 2             | 13,5 %        | 0                   | −3,2 %              |